# NGC 1789
NGC 1789 je otvoreni skup u zviježđu Stolu. 

## Vanjske poveznice
- SEDS: NGC 1789